# Jan Szczepański
Jan Antoni Szczepański (Małecz, 1939. november 20. – 2017. január 15.) olimpiai és Európa-bajnok lengyel ökölvívó.

## Pályafutása
Az 1971-es madridi Európa-bajnokságon és az 1972-es müncheni olimpián könnyűsúlyban aranyérmet nyert. Az olimpiai döntőben Orbán Lászlót győzte le.

## Olimpiai mérkőzései
1972, München – könnyűsúly
- az első fordulóban mérkőzés nélkül jutott tovább
- győzelem Kasamiro Marchlo (Szudán) 5-0
- győzelem James Busceme (USA) 5-0
- győzelem Charlie Nash (Írország) döntő fölénnyel a harmadik menetben
- győzelem Samuel Mbugua (Kenya) mérkőzés nélkül
- győzelem Orbán László (Magyarország) 5-0

## Sikerei, díjai
- Olimpiai játékok
  - aranyérmes: 1972, München
- Európa-bajnokság
  - aranyérmes: 1971, Madrid